# 卡爾·路德維希一世
卡爾·路德維希一世（德語：Karl Ludwig I.，1762年9月10日—1825年4月4日），霍恩洛厄-朗根堡親王，1789年至1825年在位。

## 家庭
1789年，卡爾·路德維希與索爾姆斯-巴魯特的阿瑪莉埃·亨麗埃特結婚，兩人共有2子4女：
1. 伊莉莎白（1790年—1830年），與黑森-羅滕堡的維克多·阿瑪迪斯結婚
2. 康斯坦絲（1792年—1847年），德意志帝國首相霍恩洛厄親王的母親
3. 恩斯特（1794年—1860年）
4. 阿格尼絲（1804年—1835年）
5. 古斯塔夫（德语：Gustav Heinrich zu Hohenlohe-Langenburg）（1806年—1861年）
6. 海倫（1807年—1880年）